# Anna di Borgogna (duchessa di Bedford)
Anna di Borgogna (Parigi, 30 settembre 1404 – Parigi, 14 novembre 1432) è stata una nobile francese.

## Biografia
Era figlia del duca Giovanni di Borgogna e di Margherita di Baviera.
Venne data in moglie al principe inglese Giovanni Plantageneto, I duca di Bedford e figlio di Enrico IV d'Inghilterra, che sposò ad Amiens il 17 aprile 1423. Il matrimonio aveva lo scopo di cementare le relazioni tra Giovanni e Filippo III di Borgogna, fratello di Anna. L'alleanza era vitale per fare in modo che Giovanni continuasse ad essere reggente del nipote Enrico VI d'Inghilterra in Francia.
Dal matrimonio nacque un solo figlio: un bambino rimasto senza nome (Parigi, novembre 1432).
Il parto provocò la morte di Anna, che venne sepolta nella chiesa dei Celestini a Parigi.
La tomba venne disegnata da Guillaume Vluten. Oggi ne rimane solo una statua conservata nel Museo nazionale del Medioevo a Parigi.
Suo marito Giovanni si risposò nel 1433 con Giacometta di Lussemburgo, mossa politica che trovò l'opposizione di Filippo e provocò la fine dell'alleanza con la Borgogna.

## Ascendenza
|                              |                    |                            | Genitori                         |  |  | Nonni |  |  | Bisnonni               |  |  | Trisnonni             |  |
|                              |                    |                            |                                  |  |  |       |  |  | Giovanni II di Francia |  |  | Filippo VI di Francia |  |
|                              |                    |                            |                                  |  |  |       |  |  | Giovanni II di Francia |  |  | Filippo VI di Francia |  |
|                              |                    | Giovanna di Borgogna       |                                  |  |  |       |  |  | Giovanni II di Francia |  |  |                       |  |
| Filippo II di Borgogna       |                    |                            |                                  |  |  |       |  |  | Giovanni II di Francia |  |  |                       |  |
|                              |                    | Bona di Lussemburgo        | Giovanni I di Lussemburgo        |  |  |       |  |  |                        |  |  |                       |  |
|                              |                    | Bona di Lussemburgo        | Giovanni I di Lussemburgo        |  |  |       |  |  |                        |  |  |                       |  |
|                              |                    | Bona di Lussemburgo        | Elisabetta di Boemia             |  |  |       |  |  |                        |  |  |                       |  |
| Giovanni di Borgogna         |                    | Bona di Lussemburgo        |                                  |  |  |       |  |  |                        |  |  |                       |  |
|                              |                    | Luigi II di Fiandra        | Luigi I di Fiandra               |  |  |       |  |  |                        |  |  |                       |  |
|                              |                    | Luigi II di Fiandra        | Luigi I di Fiandra               |  |  |       |  |  |                        |  |  |                       |  |
|                              |                    | Luigi II di Fiandra        | Margherita I di Borgogna         |  |  |       |  |  |                        |  |  |                       |  |
| Margherita III delle Fiandre |                    | Luigi II di Fiandra        |                                  |  |  |       |  |  |                        |  |  |                       |  |
|                              |                    | Margherita di Brabante     | Giovanni III di Brabante         |  |  |       |  |  |                        |  |  |                       |  |
|                              |                    | Margherita di Brabante     | Giovanni III di Brabante         |  |  |       |  |  |                        |  |  |                       |  |
|                              |                    | Margherita di Brabante     | Maria d'Évreux                   |  |  |       |  |  |                        |  |  |                       |  |
| Anna di Borgogna             |                    | Margherita di Brabante     |                                  |  |  |       |  |  |                        |  |  |                       |  |
|                              | Ludovico il Bavaro | Ludovico II del Palatinato |                                  |  |  |       |  |  |                        |  |  |                       |  |
|                              | Ludovico il Bavaro | Ludovico II del Palatinato |                                  |  |  |       |  |  |                        |  |  |                       |  |
|                              | Ludovico il Bavaro | Matilde d'Asburgo          |                                  |  |  |       |  |  |                        |  |  |                       |  |
| Alberto I di Baviera         | Ludovico il Bavaro |                            |                                  |  |  |       |  |  |                        |  |  |                       |  |
|                              |                    | Margherita II di Hainaut   | Guglielmo I di Hainaut           |  |  |       |  |  |                        |  |  |                       |  |
|                              |                    | Margherita II di Hainaut   | Guglielmo I di Hainaut           |  |  |       |  |  |                        |  |  |                       |  |
|                              |                    | Margherita II di Hainaut   | Giovanna di Valois               |  |  |       |  |  |                        |  |  |                       |  |
| Margherita di Baviera        |                    | Margherita II di Hainaut   |                                  |  |  |       |  |  |                        |  |  |                       |  |
|                              |                    | Ludovico I il Giusto       | Boleslao III il Prodigo          |  |  |       |  |  |                        |  |  |                       |  |
|                              |                    | Ludovico I il Giusto       | Boleslao III il Prodigo          |  |  |       |  |  |                        |  |  |                       |  |
|                              |                    | Ludovico I il Giusto       | Margherita di Boemia             |  |  |       |  |  |                        |  |  |                       |  |
| Margherita di Brieg          |                    | Ludovico I il Giusto       |                                  |  |  |       |  |  |                        |  |  |                       |  |
|                              |                    | Agnese di Sagan            | Enrico IV il Fedele              |  |  |       |  |  |                        |  |  |                       |  |
|                              |                    | Agnese di Sagan            | Enrico IV il Fedele              |  |  |       |  |  |                        |  |  |                       |  |
|                              |                    | Agnese di Sagan            | Matilde di Brandeburgo-Salzwedel |  |  |       |  |  |                        |  |  |                       |  |
|                              |                    | Agnese di Sagan            |                                  |  |  |       |  |  |                        |  |  |                       |  |